# Hindúkušská vodní elektrárna
Hindúkušská vodní elektrárna je vodní dílo na řece Murghab v Turkmenistánu. V době svého uvedení do provozu bylo nejvýkonnější vodní elektrárnou v Ruském impériu. Je jednou ze tří velkých vodních elektráren v Turkménii a dodává proud do národní sítě.

## Hydrogeografické podmínky
Řeka Murgháb končí svou téměř 1000 km dlouhou cestu ve vnitrozemské bezodtoké deltě v poušti Karakum. V místě nejvyššího průtoku na rozhraní pouště a zdrojového horského masivu vykazuje při průměrné hodnotě 51,4 m3/s pro vodní energetiku mimořádně příznivý minimo maximální rozkyv o poměru zhruba 1:3. Této hodnoty bylo dosaženo při zádržných systémech v řádu pouhých desítek milionů m3. Následující tabulka uvádí hodnoty ze sledovacího období 1969-1978.
| leden | únor | březen | duben | květen | červen | červenec | srpen | září | říjen | listopad | prosinec | celkem |
| ----- | ---- | ------ | ----- | ------ | ------ | -------- | ----- | ---- | ----- | -------- | -------- | ------ |
| 33,3  | 33,9 | 48,4   | 113   | 116    | 80     | 50,7     | 40,3  | 38,5 | 38,3  | 38,1     | 36,0     | 51,4   |

Primárním důvodem pro výstavbu energetického díla na začátku 20. století však nebyla ideální odtoková charakteristika řeky, ale množství unášených pevných částic. Tento charakteristický jev změnil původní zavlažovací projekt do podoby výstavby vodní elektrárny.

## Historické podmínky
Vodní elektrárny v Rusku vznikaly především v oblastech s vyvinutými důlními systémy. Zde také byla budována obří vodní kola, jejichž síla byla využívána k pohonu výtahů i čerpání důlních vod. První vodní elektrárny na konci 19. a začátku 20. století tak vznikaly v železnorudných oblastech na Altaji (Zyrjanovská elektrárna) a na Urale (elektrárna Porogi), stejně jako na sibiřských zlatorudných dolech v Zabajkalí (elektrárna na řece Nygri). Potřebný kapitál zajišťovaly zahraniční společnosti, vlastnící zařízení i práva k těžbě. Hindúkušská vodní elektrárna však z tohoto schématu vybočuje. Stavba byla vedlejším produktem velkorysých plánů na vybudování zahrad pro pěstování ovoce pro panovnický dvůr.

## Historie výstavby
V roce 1895 byly v okolí sídla Mary vybudovány dvě přehradní nádrže, a to vzedmutím vody sypanými hrázemi o výškách mezi 12–15 m. Systém gravitačního zavlažování, navázaný na hladinu nádrží, sloužil svému účelu bez problémů pouze prvních pět let. Po deseti letech provozu byly již rozvodné kanály o celkové délce 69 km zcela zaneseny říčními sedimenty.  
V roce 1906 přišel inženýr plukovník M. N. Jermolajev s řešením energetického využití vodního stupně. Vzhledem k zájmu Mikuláše II. o tento projekt získal dostatečné prostředky ze státních fondů. Navíc byl v této době otevřen úsek Zakavkazské železnice, vedoucí do místa stavby. Dodavatelem soustrojí se stala společnost Ganz v Rakousko-Uhersku. Generátory vyrobené v Budapešti a turbíny vyrobené v Rize se dostaly na místo určení po železnici do Nižního Novgorodu a odtud po Volze a přes Kaspické jezero až ke kolejím Zakavkazské železnice. Instalaci zařízení provedla firma Tamm & Deutschman. V roce 1909 byla zprovozněna první jednotka a 12. dubna 1913 byla do chodu uvedena celá elektrorozvodná síť vedoucí až do sídla panovníka. Byl tak splněn termín, určený jako den 45. narozenin Imperátora.
V roce 1911 navštívil elektrárnu i Sergej Prokudin-Gorskij, když fotografoval život kolem železnice v Turkestánu. Mezi exponáty jeho unikátní sbírky se tak dostal i záběr strojovny. Murghabská elektrárna se tak stala prvním zařízením svého druhu, zobrazeném na barevné fotografii. 

## Popis díla
Ve strojovně pracují dodnes (2019) tři horizontální turbogenerátory, každý o výkonu přes 400 kW. Kamenná sypaná hráz obložená kamennými kvádry je v řečišti řeky řešena jako kaskádový přeliv. Podobné řešení zhášení energie bylo zvoleno o sto let později u přelivu Bogučanské přehrady na Angaře. Elektrárna je součástí kaskády tří elektráren na řece Murghab, které jsou jako jediné zdrojem pohotové energie národní rozvodné soustavy.
Vodní dílo zároveň slouží jako muzeum vodní energetiky. Interiéry jsou vybaveny dobovým nábytkem, zápisy z instalace turbín a z prvních provozních zkoušek.